# Anthony Gaines
Anthony Gaines jr. (Shreveport, 5 dicembre 1993) è un cestista statunitense.